# A Puskás Akadémia FC 2022–2023-as szezonja
A Puskás Akadémia FC a 2022–2023-as szezonban az NB1-ben indul, miután a 2021–2022-es NB1-es szezonban harmadik helyen zárta a bajnokságot.
Az Európai Konferencia Liga második selejtezőkörében csatlakoztak be, nem kiemelt csapatként, az ellenfelük a portugál Vitória Guimaraes volt. Összesítésben 3–0-val estek ki.
A MOL Magyar Kupa főtáblájának 3. fordulójában a másodosztályú Csákvár ellen jutottak tovább 2–5-ös összesítéssel. A következő körben az NB I-ben szereplő MOL Fehérvár volt az ellenfelük, és 1–0-val jutottak a legjobb 16 közé, ahol a színtén első osztályú Újpest ellen játszottak és tovább is jutottak büntetőrúgások után. A negyeddöntőben a Debrecen ellen jutottak tovább idegenben 1–3-as eredménnyel. Az elődöntőben viszont hosszabbítás után búcsúztak a kupától a későbbi győztes Zalaegerszeg ellen.
Az NB I-ben 14 győzelemmel, 11 döntetlennel, 8 vereséggel és 53 szerzett ponttal, egy ponttal lemaradva a dobogóról a 4. helyen végeztek.

## Változások a csapat keretében
A vastaggal jelzett játékosok felnőtt válogatottsággal rendelkeznek.

### Érkezők
| Dátum                | Név                      | Nemzet  | Poszt  | Kor | Honnan          | Szerződés megnevezése | Átigazolási időszak | Szerződés vége | Átigazolás összege | Forrás |
| -------------------- | ------------------------ | ------- | ------ | --- | --------------- | --------------------- | ------------------- | -------------- | ------------------ | ------ |
| 2022. június 1.      | Lamin Colley             | gambiai | csatár | 28  | Koper           | átigazolás            | 2022. évi nyári     | 2024           | 600.000 €          | [ 6 ]  |
| 2022. június 21.     | Wojciech Golla           | lengyel | hátvéd | 30  | Śląsk Wrocław   | átigazolás            | 2022. évi nyári     | 2024           | 400.000 €          | [ 7 ]  |
| 2022. augusztus 5.   | Batik Bence              | magyar  | hátvéd | 28  | Budapest Honvéd | átigazolás            | 2022. évi nyári     | 2025           | Nem publikus       | [ 8 ]  |
| 2022. szeptember 12. | Brandon Ormonde-Ottewill | angol   | hátvéd | 26  | klub nélküli    | szabadon igazolható   | 2022. évi nyári     | 2023           | ingyen             | [ 9 ]  |
| 2023. január 16.     | Jonathan Levi            | svéd    | csatár | 27  | Norrköping      | átigazolás            | 2023. évi téli      | 2025           | 600.000 €          | [ 10 ] |
| 2023. január 23.     | Karlo Bartolec           | horvát  | hátvéd | 27  | Eszék           | átigazolás            | 2023. évi téli      | 2024           | Nem publikus       | [ 11 ] |

### Kölcsönből visszatérők
| Dátum              | Név                | Nemzet | Poszt       | Kor | Honnan              | Átigazolási időszak | Szerződés vége |
| ------------------ | ------------------ | ------ | ----------- | --- | ------------------- | ------------------- | -------------- |
| 2022. június 1.    | Major Gergő        | magyar | hátvéd      | 21  | Aqvital FC Csákvár  | 2022. évi nyári     | 2023           |
| 2022. június 1.    | Radics Márton      | magyar | középpályás | 20  | Gyirmót FC Győr     | 2022. évi nyári     | 2023           |
| 2022. június 1.    | Posztobányi Patrik | magyar | középpályás | 19  | Zalaegerszegi TE FC | 2022. évi nyári     | 2024           |
| 2022. június 1.    | Kiss Tamás         | magyar | csatár      | 21  | SC Cambuur          | 2022. évi nyári     | 2023           |
| 2022. június 1.    | Gruber Zsombor     | magyar | csatár      | 17  | FC Basel U19        | 2022. évi nyári     | 2024           |
| 2022. december 31. | Kártik Bálint      | magyar | középpályás | 25  | Aqvital FC Csákvár  | 2023. évi téli      | 2023           |

### Utánpótlásból felkerültek
| Név                | Nemzet  | Poszt       | Kor |
| ------------------ | ------- | ----------- | --- |
| Pécsi Ármin        | magyar  | kapus       | 17  |
| Babós Levente      | magyar  | hátvéd      | 18  |
| Major Marcell      | magyar  | középpályás | 17  |
| Kicsun Jevhenyij   | ukrán   | középpályás | 17  |
| Kern Martin        | magyar  | középpályás | 16  |
| Dusinszki Szabolcs | magyar  | középpályás | 17  |
| Nathaniel Noel     | kanadai | csatár      | 18  |

### Távozók
| Dátum               | Név              | Nemzet   | Poszt       | Kor | Hova                  | Szerződés megnevezése    | Átigazolási időszak | Szerződés vége | Átigazolás összege | Forrás |
| ------------------- | ---------------- | -------- | ----------- | --- | --------------------- | ------------------------ | ------------------- | -------------- | ------------------ | ------ |
| 2022. június 16.    | Huszti András    | magyar   | hátvéd      | 21  | Zalaegerszegi TE      | átigazolás               | 2022. évi nyári     | 2025           | ingyen             | [ 12 ] |
| 2022. június 16.    | Mim Gergely      | magyar   | középpályás | 23  | Zalaegerszegi TE      | kölcsön, vételi opcióval | 2022. évi nyári     | 2023           | –                  | [ 12 ] |
| 2022. június 16.    | Csirmaz István   | magyar   | hátvéd      | 27  | Diósgyőri VTK         | átigazolás               | 2022. évi nyári     | Nem publikus   | ingyen             | [ 13 ] |
| 2022. június 18.    | Libor Kozák      | cseh     | csatár      | 33  | Slovácko              | lejárt a szerződése      | 2022. évi nyári     | Nem publikus   | ingyen             | [ 14 ] |
| 2022. június 29.    | Ominger Gergő    | magyar   | középpályás | 19  | Csákvár               | kölcsön                  | 2022. évi nyári     | 2023           | –                  | [ 15 ] |
| 2022. június 29.    | Kártik Bálint    | magyar   | középpályás | 25  | Csákvár               | kölcsön                  | 2022. évi nyári     | 2023           | –                  | [ 15 ] |
| 2022. június 29.    | Tamás Nándor     | román    | csatár      | 21  | Csákvár               | kölcsön                  | 2022. évi nyári     | 2023           | –                  | [ 15 ] |
| 2022. június 29.    | Deutsch László   | magyar   | hátvéd      | 23  | Vasas                 | lejárt a szerződése      | 2022. évi nyári     | 2025           | ingyen             | [ 16 ] |
| 2022. július 1.     | Gera Dániel      | magyar   | csatár      | 26  | Ferencvárosi TC       | kölcsönből vissza        | 2022. évi nyári     | 2022           | –                  | [ 17 ] |
| 2022. július 1.     | Kiss Ágoston     | magyar   | kapus       | 21  | Zalaegerszegi TE      | lejárt a szerződése      | 2022. évi nyári     | Nem publikus   | ingyen             | [ 17 ] |
| 2022. július 1.     | João Nunes       | portugál | hátvéd      | 26  | Casa Pia              | lejárt a szerződése      | 2022. évi nyári     | 2025           | ingyen             | [ 17 ] |
| 2022. július 1.     | Weslen Junior    | brazil   | csatár      | 22  | SJK Seinäjoki II      | lejárt a szerződése      | 2022. évi nyári     | 2023           | ingyen             | [ 17 ] |
| 2022. július 1.     | Kiss Norbert     | magyar   | középpályás | 18  | Tiszakécske           | kölcsön                  | 2022. évi nyári     | 2023           | –                  | [ 17 ] |
| 2022. július 4.     | Bokros Szilárd   | magyar   | középpályás | 22  | Diósgyőri VTK         | átigazolás               | 2022. évi nyári     | Nem publikus   | Nem publikus       | [ 18 ] |
| 2022. július 5.     | Farkas Bendegúz  | magyar   | hátvéd      | 17  | Nyíregyháza Spartacus | kölcsön                  | 2022. évi nyári     | 2023           | –                  |        |
| 2022. július 8.     | Kalmár Benedek   | magyar   | csatár      | 19  | Komarno               | kölcsön                  | 2022. évi nyári     | 2023           | –                  | [ 19 ] |
| 2022. július 20.    | Auerbach Martin  | magyar   | kapus       | 19  | Csákvár               | kölcsön                  | 2022. évi nyári     | 2023           | –                  | [ 20 ] |
| 2022. július 20.    | Kirilo Janyickij | ukrán    | középpályás | 18  | Csákvár               | kölcsön                  | 2022. évi nyári     | 2023           | –                  | [ 20 ] |
| 2022. július 20.    | Körmendi Kevin   | magyar   | hátvéd      | 21  | Csákvár               | kölcsön                  | 2022. évi nyári     | 2023           | –                  | [ 20 ] |
| 2022. július 20.    | Gazdag Vajk      | magyar   | középpályás | 18  | Csákvár               | kölcsön                  | 2022. évi nyári     | 2023           | –                  | [ 20 ] |
| 2022. július 27.    | Major Gergő      | magyar   | hátvéd      | 21  | BFC Siófok            | átigazolás               | 2022. évi nyári     | Nem publikus   | ingyen             | [ 21 ] |
| 2022. augusztus 11. | Radics Márton    | magyar   | középpályás | 20  | Diósgyőri VTK         | kölcsön                  | 2022. évi nyári     | 2023           | –                  | [ 22 ] |
| 2023. január 3.     | Bakti Balázs     | magyar   | középpályás | 18  | Budafoki MTE          | kölcsön                  | 2023. évi téli      | 2023           | –                  | [ 23 ] |
| 2023. január 16.    | Kicsun Jevhenyij | ukrán    | középpályás | 18  | Gyirmót               | kölcsön                  | 2023. évi téli      | 2023           | –                  | [ 24 ] |
| 2023. január 17.    | Major Marcell    | magyar   | középpályás | 17  | Nyíregyháza Spartacus | kölcsön                  | 2023. évi téli      | 2023           | –                  | [ 25 ] |
| 2023. január 19.    | Kártik Bálint    | magyar   | középpályás | 25  | Pécsi Mecsek FC       | átigazolás               | 2023. évi téli      | Nem publikus   | Nem publikus       | [ 26 ] |
| 2023. január 26.    | Skribek Alen     | magyar   | csatár      | 21  | Paks                  | átigazolás               | 2023. évi téli      | 2026           | Nem publikus       | [ 27 ] |
| 2023. február 21.   | Jozef Urblík     | szlovák  | középpályás | 26  | Vasas                 | átigazolás               | 2023. évi téli      | 2025           | ingyen             | [ 28 ] |

### Új szerződések
| Dátum            | Név             | Nemzet | Poszt | Kor | Szerződés hossza | Szerződés vége | Forrás |
| ---------------- | --------------- | ------ | ----- | --- | ---------------- | -------------- | ------ |
| 2022. június 30. | Auerbach Martin | magyar | kapus | 19  | + 4 év           | 2026           | [ 29 ] |

## Játékoskeret
Utolsó módosítás: 2023. június 8.
A vastaggal jelzett játékosok felnőtt válogatottsággal rendelkeznek.
A dőlttel jelzett játékosok kölcsönben szerepelnek a klubnál.
*A második csapatban is pályára lépő játékos.
**Kooperációs szerződéssel a Csákvár csapatában is pályára lépő játékos.
Az érték oszlopban szereplő , , és = jelek azt mutatják, hogy a Transfermarkt legutóbbi adatfrissítése előtti állapothoz képest mennyit  nőtt, csökkent a játékos értéke, vagy ha nem változott, akkor azt az = jel mutatja.

| Mezszám                | Név                      | Nemzetiség         | Születési hely        | Születési idő (kor)            | Korábbi csapat            | Érték (€)            | Szerződés lejárta |
| Kapusok                | Kapusok                  | Kapusok            | Kapusok               | Kapusok                        | Kapusok                   | Kapusok              | Kapusok           |
| ---------------------- | ------------------------ | ------------------ | --------------------- | ------------------------------ | ------------------------- | -------------------- | ----------------- |
| 1                      | Tóth Balázs              | magyar             | Kazincbarcika         | 1997. szeptember 4. (27 éves)  | Utánpótlásból került fel  | 400 000 ( 100 000)   | 2026.06.30.       |
| 24                     | Markek Tamás             | magyar             | Nagykanizsa           | 1991. augusztus 30. (33 éves)  | Aqvital FC Csákvár        | 300 000 (=)          | 2025.06.30.       |
| 91                     | Pécsi Ármin*             | magyar             | Hainburg an der Donau | 2005. február 24. (20 éves)    | Utánpótlásból került fel  | 50 000 ( 25 000)     | 2025.06.30.       |
| Védők                  |                          |                    |                       |                                |                           |                      |                   |
| 2                      | Mohamed Mezgrani         | belga · ALG        | Uccle                 | 1994. június 2. (30 éves)      | Budapest Honvéd FC        | 250 000 ( 100 000)   | 2024.06.30.       |
| 5                      | Batik Bence              | magyar             | Szeged                | 1993. november 8. (31 éves)    | Budapest Honvéd FC        | 500 000 ( 150 000)   | 2025.06.30.       |
| 14                     | Wojciech Golla           | lengyel            | Złotów                | 1992. január 12. (33 éves)     | WKS Śląsk Wrocław         | 400 000 (=)          | 2024.06.30.       |
| 17                     | Patrizio Stronati        | cseh · ITA         | Opava                 | 1994. november 17. (30 éves)   | FC Baník Ostrava          | 850 000 ( 150 000)   | 2023.06.30.       |
| 20                     | Karlo Bartolec           | horvát             | Zágráb                | 1995. április 20. (29 éves)    | NK Osijek                 | 300 000 ( 100 000)   | 2024.06.30.       |
| 22                     | Szolnoki Roland          | magyar             | Mór                   | 1992. január 21. (33 éves)     | Fehérvár FC               | 300 000 (=)          | 2024.06.30.       |
| 23                     | Spandler Csaba           | magyar             | Mór                   | 1996. március 7. (29 éves)     | Utánpótlásból került fel  | 450 000 ( 50 000)    | 2023.06.30.       |
| 25                     | Nagy Zsolt               | magyar             | Székesfehérvár        | 1993. május 25. (28 éves)      | Fehérvár FC II            | 600 000 ( 150 000)   | 2025.06.30.       |
| 27                     | Babós Levente*           | magyar             | Szeged                | 2004. január 16. (21 éves)     | Utánpótlásból került fel  | 50 000 (=)           | Nem publikus      |
| 33                     | Brandon Ormonde-Ottewill | angol              | Sutton                | 1995. december 21. (29 éves)   | SBV Excelsior             | 400 000 ( 100 000)   | 2023.06.30.       |
| Középpályások          |                          |                    |                       |                                |                           |                      |                   |
| 6                      | Yoell van Nieff          | holland            | Groningen             | 1993. június 17. (31 éves)     | Heracles Almelo           | 500 000 ( 150 000)   | 2023.06.30.       |
| 10                     | Alexandru Băluță         | román              | Craiova               | 1993. szeptember 13. (31 éves) | SK Slavia Praha           | 700 000 ( 300 000)   | 2023.06.30.       |
| 15                     | Jakub Plšek              | cseh               | Jasenná               | 1993. december 13. (31 éves)   | SK Sigma Olomouc          | 500 000 (=)          | 2025.06.30.       |
| 18                     | Marius Corbu             | román · magyar     | Magyarcsügés          | 2002. május 7. (22 éves)       | FK Csíkszereda            | 850 000 (=)          | 2024.06.30.       |
| 19                     | Artem Favorov            | ukrán              | Kijev                 | 1994. március 19. (30 éves)    | Desna Chernigiv           | 800 000 ( 100 000)   | 2025.06.30.       |
| 71                     | Posztobányi Patrik**     | magyar             | Budapest              | 2002. július 29. (22 éves)     | Utánpótlásból került fel  | 150 000 ( 25 000)    | 2024.06.30.       |
| 73                     | Dusinszki Szabolcs*      | magyar · román     | Székelyudvarhely      | 2005. augusztus 6. (19 éves)   | Utánpótlásból került fel  | 100 000 ( 25 000)    | Nem publikus      |
| 74                     | Kern Martin*             | magyar             | Szeged                | 2006. március 23. (18 éves)    | Utánpótlásból került fel  | 250 000 ( 150 000)   | Nem publikus      |
| Támadók                |                          |                    |                       |                                |                           |                      |                   |
| 7                      | Kiss Tamás               | magyar             | Győr                  | 2000. november 24. (24 éves)   | SC Cambuur                | 250 000 ( 300 000)   | 2023.06.30.       |
| 8                      | Jonathan Levi            | svéd · ITA         | Glumslöv              | 1996. január 23. (29 éves)     | IFK Norrköping            | 1 700 000 ( 700 000) | 2025.06.30.       |
| 9                      | Lamin Colley             | gambia · angol     | Gambia, ?             | 1993. július 5. (31 éves)      | FC Koper                  | 400 000 (=)          | 2024.06.30.       |
| 11                     | Luciano Slagveer         | suriname · holland | Rotterdam             | 1993. október 5. (31 éves)     | FC Emmen                  | 325 000 ( 25 000)    | 2024.06.30.       |
| 12                     | Sahab Zahedi             | Irán               | Malayer               | 1995. augusztus 18. (29 éves)  | FK Zorja Luhanszk         | 750 000 ( 250 000)   | 2023.06.30.       |
| 13                     | Nathaniel Noel*          | Kanada             | Toronto               | 2004. január 14. (21 éves)     | Utánpótlásból került fel  | 50 000 (=)           | Nem publikus      |
| 21                     | Jakov Puljić             | CRO                | Vinkovce              | 1993. augusztus 4. (31 éves)   | SSA Jagiellonia Białystok | 375 000 ( 75 000)    | 2023.06.30.       |
| 30                     | Gruber Zsombor**         | magyar             | Győr                  | 2004. szeptember 7. (20 éves)  | Utánpótlásból került fel  | 350 000 ( 100 000)   | 2024.06.30.       |
| 97                     | Komáromi György          | magyar             | Szolnok               | 2002. január 19. (23 éves)     | Utánpótlásból került fel  | 350 000 ( 50 000)    | 2024.06.30.       |
| Kölcsönadott játékosok |                          |                    |                       |                                |                           |                      |                   |
| Név                    | Poszt                    | Nemzetiség         | Születési hely        | Születési idő (kor)            | Kölcsönben itt            | Érték (€)            | Kölcsön lejárta   |
| Auerbach Martin        | kapus                    | magyar             | Tatabánya             | 2002. november 3. (22 éves)    | Aqvital FC Csákvár        | 150 000 (=)          | 2023.06.30.       |
| Körmendi Kevin         | védő                     | magyar             | Zalaegerszeg          | 2001. június 30. (23 éves)     | Aqvital FC Csákvár        | 150 000 (=)          | 2023.06.30.       |
| László Noel            | védő                     | magyar             | Baja                  | 1997. szeptember 28. (27 éves) | Aqvital FC Csákvár        | 75 000 (=)           | 2023.06.30.       |
| Farkas Bendegúz        | védő                     | magyar             | Budapest              | 2004. augusztus 5. (20 éves)   | Nyíregyháza Spartacus FC  | 125 000 ( 50 000)    | 2023.06.30.       |
| Alaxai Áron            | védő                     | magyar             | Miskolc               | 2003. április 11. (21 éves)    | Aqvital FC Csákvár        | 100 000 (=)          | 2023.06.30.       |
| Artem Nahirnij         | védő                     | ukrán · magyar     | Ukrajna, ?            | 2003. július 10. (21 éves)     | Gyirmót FC Győr           | 50 000 ( 50 000)     | 2023.06.30.       |
| Szin Ferenc            | védő                     | magyar · román     | Magyarország, ?       | 2003. június 11. (21 éves)     | FK Csíkszereda II         | 10 000 (=)           | 2023.06.30.       |
| Radics Márton          | középpályás              | magyar             | Győr                  | 2001. december 2. (23 éves)    | Diósgyőri VTK             | 200 000 ( 50 000)    | 2023.06.30.       |
| Ganbold Ganbajar       | középpályás              | mongol             | Sükhbaatar            | 2000. szeptember 3. (24 éves)  | KFC Komarno               | 125 000 (=)          | 2023.06.30.       |
| Bakti Balázs           | középpályás              | magyar             | Budapest              | 2004. december 31. (20 éves)   | Budafoki MTE              | 150 000 (=)          | 2023.06.30.       |
| Major Marcell          | középpályás              | magyar             | Nyíregyháza           | 2005. március 17. (19 éves)    | Nyíregyháza Spartacus FC  | 75 000 ( 25 000)     | 2023.06.30.       |
| Kiss Norbert           | középpályás              | magyar             | Mór                   | 2004. április 3. (20 éves)     | Tiszakécskei LC           | 150 000 (=)          | 2023.06.30.       |
| Ominger Gergő          | középpályás              | magyar             | Győr                  | 2002. szeptember 25. (22 éves) | Aqvital FC Csákvár        | 100 000 (=)          | 2023.06.30.       |
| Kirilo Janyickij       | középpályás              | ukrán              | Ukrajna, ?            | 2003. november 12. (21 éves)   | Aqvital FC Csákvár        | 50 000 (=)           | 2023.06.30.       |
| Gazdag Vajk            | középpályás              | magyar             | Kecskemét             | 2003. augusztus 16. (21 éves)  | Aqvital FC Csákvár        | 50 000 ( 50 000)     | 2023.06.30.       |
| Kocsis Dominik         | középpályás              | magyar             | Mór                   | 2004. február 21. (21 éves)    | Aqvital FC Csákvár        | 50 000 (=)           | 2023.06.30.       |
| Kicsun Jevhenyij       | középpályás              | ukrán · magyar     | Ungvár                | 2004. szeptember 16. (20 éves) | Gyirmót FC Győr           | 50 000 (=)           | 2023.06.30.       |
| Mim Gergely            | támadó                   | magyar             | Pécs                  | 1999. június 7. (25 éves)      | Zalaegerszegi TE FC       | 225 000 ( 75 000)    | 2023.06.30.       |
| Tamás Nándor           | támadó                   | román · magyar     | Kézdivásárhely        | 2000. október 24. (24 éves)    | Aqvital FC Csákvár        | 75 000 ( 25 000)     | 2023.06.30.       |
| Kalmár Benedek         | támadó                   | magyar             | Mór                   | 2002. szeptember 4. (22 éves)  | KFC Komarno               | 50 000 (=)           | 2023.06.30.       |
| Sós Máté               | támadó                   | magyar             | Magyarország, ?       | 2003. május 31. (21 éves)      | Budafoki MTE              | 100 000 (=)          | 2023.06.30.       |
| Toni Suciu             | támadó                   | román              | Szászrégen            | 2002. október 25. (22 éves)    | FK Csíkszereda            | 50 000 (=)           | 2023.06.30.       |

## Vezetőség és szakmai stáb
2022. június 22. szerint.
| Vezetőség                          | Vezetőség             | Szakmai stáb NB I               | Szakmai stáb NB I   | Szakmai stáb NB III | Szakmai stáb NB III |
| ---------------------------------- | --------------------- | ------------------------------- | ------------------- | ------------------- | ------------------- |
| Tulajdonosi tanácsadó              | Komjáti András        | Vezetőedző                      | Hornyák Zsolt       | Vezetőedző          | Nagy Ádám           |
| Ügyvezető                          | Mészáros Lőrinc       | Másodedző                       | Vanczák Vilmos      | Másodedző           | Tóth Balázs         |
| Ügyvezető-helyettes                | Bolla Krisztián       | Másodedző                       | Polonkai Attila     | Technikai vezető    | Gáspár Máté         |
| Klubigazgató                       | Tóth Balázs           | Kapusedző                       | Balajcza Szabolcs   | Erőnléti edző       | Radó Dániel         |
| Akadémiaigazgató                   | Liszkai Dezső         | Erőnléti edző                   | Egon Kunzmann       | Videóelemző         | Kovács Tamás        |
| Gazdasági igazgató                 | Hamar Attila Albertné | Technikai vezető                | Pető Zoltán         | Kapusedző           | Molnár Péter        |
| Műszaki igazgató                   | Mészáros László       | Csapatorvos                     | Dr. Abkarovits Géza | Gyógytornász        | Farkas Dániel       |
| Kollégiumigazgató                  | Kiss Zoltán           | Gyógytornász és manuálterapeuta | Feszthammer Réka    | Masszőr             | Vidics János        |
| Kommunikációs és marketingigazgató | Istenes László        | Rehabilitációs edző             | Purger Szilárd      |                     |                     |
| Jogi képviselő                     | Dr. Vörös József      | Mentális tréner                 | Dr. Michal Kopcan   |                     |                     |
|                                    |                       | Technikai munkatárs             | Hegedűs Béla        |                     |                     |
| Játékosmegfigyelő                  | Nagy Gábor            |                                 |                     |                     |                     |
| Játékosmegfigyelő                  | Tóth Balázs           |                                 |                     |                     |                     |
| Masszőr                            | Hajnal Imre           |                                 |                     |                     |                     |
| Masszőr                            | Kiss István           |                                 |                     |                     |                     |
| Videóelemző                        | Macsicza Dávid        |                                 |                     |                     |                     |
| Szertáros                          | Héring Erzsébet       |                                 |                     |                     |                     |
| Szertáros                          | Weizengruber Istvánné |                                 |                     |                     |                     |

## Felkészülési mérkőzések

### Nyári
| 2022. július 6. 17:30 |

| SKN St. Pölten | 0-4               | Puskás Akadémia FC                    |
| -------------- | ----------------- | ------------------------------------- |
|                | (0-2) Jegyzőkönyv | Kiss T. 12' 35' Colley 76' Zahedi 78' |

| Daxl Arena, Arndorf |

- St. Pölten: Turner (kapus); Drljepan, Alexiev, Davies, Wisak, Scharner, Riegler, Salamon, Pemmer, Scheidegger, Barlov. Csereként pályára lépett: Stolz (kapus); Yacouba, Monzialo, Montnor, Llanez, Morou, Messerer. Vezetőedző: Stephan Helm
- PAFC: Tóth B. (kapus); Favorov, Stronati, Spandler, Major M., Urblík, Corbu, Komáromi, Baluta, Kiss T., Gruber. Csereként pályára lépett: Markek (kapus); Kicsun, Szolnoki, Posztobányi, Van Nieff, Bakti, Skribek, Puljic, Molnár R., Colley, Zahedi. Vezetőedző: Hornyák Zsolt

| 2022. július 10. 17:00 |

| SK Slavia Praha | 1-0               | Puskás Akadémia FC |
| --------------- | ----------------- | ------------------ |
| Usor 32'        | (1-0) Jegyzőkönyv |                    |

| Mauth Stadion, Wels |

- Slavia: Mandous (kapus); Ousou, Eduardo Santos, Ewerton, Usor, Provod, Dorley, Sor, Schranz, Traoré, Tiéhi. Csereként pályára lépett: Lingr, Kacsaraba, Holes, Doudera, Sevcík, Jurecka, Olayinka, Jirásek, Valenta, Tecl. Vezetőedző: Jindrich Trpisovsky
- PAFC: Markek (kapus); Szolnoki, Spandler, Stronati, Mezghrani, Urblík, Van Nieff, Nagy Zs., Slagveer, Baluta, Zahedi. Csereként pályára lépett: Pécsi (kapus); Komáromi, Corbu, Favorov, Kiss T., Colley, Skribek, Major M., Puljic. Vezetőedző: Hornyák Zsolt

| 2022. július 13. 18:00 |

| TSG 1899 Hoffenheim   | 2-0               | Puskás Akadémia FC |
| --------------------- | ----------------- | ------------------ |
| Skov 34' Kramarić 40' | (2-0) Jegyzőkönyv |                    |

| Sportpark Kitzbühel, Kitzbühel |

- Hoffenheim: Baumann – Kaderabek, Prömel, Geiger, Baumgartner, Rudy, Hübner, Kramaric, Skov, Rutter, Posch. Csereként pályára lépett: Penke (kapus); Dabbur, Stiller, Adams Nuhu, Raum, Samassekou, Becker, Vogt, Akpoguma, Bogarde, Damar, Bischof, Asilani. Vezetőedző: André Breitenreiter
- PAFC: Tóth B. – Szolnoki, Spandler, Stronati, Mezghrani, Favorov, Van Nieff, Nagy Zs., Baluta, Kiss T., Colley. Csereként pályára lépett: Urblík, Zahedi, Slagveer, Komáromi, Corbu, Posztobányi, Bakti. Vezetőedző: Hornyák Zsolt

## Konferencia Liga
| 2022. július 21. 21:30 |

| Vitória de Guimaraes                  | 3-0               | Puskás Akadémia FC |
| ------------------------------------- | ----------------- | ------------------ |
| Lameiras 4' T. Silva 39' A. Silva 65' | (2-0) Jegyzőkönyv |                    |

| Estádio D. Afonso Henriques, Guimarães Nézőszám: 14863 Játékvezető: Henrik Nalbandyan |

- Guimaraes: Varela – Maga, Fernandes (Amaro, a szünetben), Mumin, Ogava – T. Silva, Semedo, Almeida (Janvier, 83.) – Lameiras (D. Silva, 83.), J. Silva (Luz, 70.), A. O. Silva (A. Silva, 64.). Vezetőedző: João Miguel da Cunha Teixeira (Moreno)
- PAFC: Markek – Szolnoki ( Bakti 88'), Spandler, Stronati – Mezghrani, Van Nieff, Baluta ( Urblík 79'), Nagy Zs. – Slagveer ( Skribek 43'), Colley ( Zahedi 46'), Kiss T. Vezetőedző: Hornyák Zsolt

| 2022. július 28. 21:00 |

| Puskás Akadémia FC | – | Vitória de Guimaraes |
| ------------------ | - | -------------------- |
|                    |   |                      |

| Pancho Aréna, Felcsút |